# Pantoclis subatricornis
Pantoclis subatricornis är en stekelart som beskrevs av Jean-Jacques Kieffer 1909. Pantoclis subatricornis ingår i släktet Pantoclis, och familjen hyllhornsteklar. Arten är reproducerande i Sverige.